# Роберт Фленаган
Роберт Фленаган (англ. Robert Flanagan, нар. в Толідо, США) — американський письменник. 
Його батько — безробітній ветеран Першої світової війни. Мати працювала на фабриці, яка виробляла свічки запалювання Champion.
Після закінчення навчання в католицькій школі Фленаган спробував себе у декількох професіях, мийник посуду, двірник, нічний сторож, і нарешті завербувався рекрутом в корпус американської морської піхоти. Досвід життя в тренувальному таборі на військовій базі Рекрутського депо морської піхоти Перріс-Айленд Фленаган поклав в основу роману «Maggot», опублікованого в 1971 році видавництвом Warner Books. Роман витримав дванадцять перевидань і розійшовся тиражем в чверть мільйона примірників.